# Магомет Йосип Якович
Магомет Йосип Якович (1 січня 1880 — 27 вересня 1973) — український вчений-селекціонер. Лавреат Сталінської премії (1948).

## Біографія
Від 1904 року працював садівником у маєтку Йосипа Юркевича (с. Криве, нині Попільнянського району). Від 1912 — інструктор із садівництва (почав вирощувати насіння овочевих культур), згодом — завідувач садового відділу Сквирської земської управи. У 1919 році заснував перше в Україні кооперативне товариство насіннєвих, садових, городових і селекціонних інтенсивних культур, яке 1922 реорганізоване у Сквирську губернську селекційну-помолочну станцію, а 1938 — у Дослідне поле, підпорядковане Українському НДІ овочівництва (очолював його до 1964). Вивів сорти аґрусу Сквирський, кавуна — Сквирський № 10, суниці — Доктор Юркевич, півонії — Максим Рильський та ін.

## Автор книги
- «В садах України» (К., 1962).

## Вшанування
- У 1950 році український радянський письменник Юрій Гундич присвятив вченому нарис «Йосип Магомет»;
- У краєзнавчому музеї Сквирської селекційно-дослідної станції зберігається гіпсова скульптура — портрет Йосипа Магомета (скульптор Кирило Діденко);
- На будинку, де мешкав науковець, встановлено меморіальну дошку;
- Його ім'ям названо одну з вулиць Сквири.